# Ольховка (Костромская область)
Ольховка — деревня в Нейском районе Костромской области. На уровне муниципального устройства входит в состав Нейского муниципального округа.
До 29 марта 2021 года входила в состав Кужбальского сельского поселения муниципального района город Нея и Нейский район.

## История
В 1966 году указом президиума ВС РСФСР деревня Голодяево переименована в Ольховка.

## Население
| 2008 | 2010 | 2014 |
| ---- | ---- | ---- |
| 0    | →0   | ↗1   |